# The Struts
The Struts is een Britse indie-rockband uit Derby, Derbyshire, Engeland, die in 2009 werd opgericht door zanger Luke Spiller en gitarist Adam Slack. 
In 2012 kwamen bassist Elliott en drummer Davies bij de band.
De naam werd verzonnen door de manager toen hij Spiller tijdens repetities als een pauw zag rondstappen.
Luke Spiller, de zanger van The Struts, nam in 2013 op het 25e album van Mike Oldfield de zang voor zijn rekening. Hierdoor kreeg ook de band meer aandacht.
Op 13 juni 2014 speelde de band in Parijs in het Stade de France in het voorprogramma van de Rolling Stones.

## Bandleden
- Luke Spiller - zang
- Adam Slack - gitaar
- Jed Elliott - basgitaar
- Gethin Davies - slagwerk

## Discografie

### Studioalbums
- 2014 : Kiss This EP (Universal Music)
- 2016 : Everybody Wants[9] (Universal Music)
- 2018 : Young & Dangerous [10] (Polydor Records)
- 2020 : Strange Days

### Singles
- 2012 : I Just Know (Universal Music)
- 2013 : Could Have Been Me (Universal Music)
- 2014 : Kiss This (Universal Music)
- 2014 : Put Your Money on Me (Universal Music)
- 2016 : "Put Your Hands Up"(Universal Music)